# Goosebumps (single van Sandrine)
Goosebumps is een Engelstalige single van de Belgische zangeres Sandrine uit 2006.
Het tweede nummer op de single was een remix. Het liedje verscheen op haar album That's Me uit 2005.
Het nummer kwam binnen in de Ultratop op 2 juli 2007 en stond 17 weken in deze hitparade. Het piekte op nummer 4.

## Meewerkende artiesten
- Producer: 
  - Yannick Fonderie
- Mix:
  - Werner Pensaert
- Muzikanten:
  - Sandrine Van Handenhoven (zang)
  - Hans Francken (clavinet, hammondorgel, piano, rhodes)
  - Leendert Haaksma (gitaar)
  - Nina Babet (backing vocals)
  - Pat Dorcean (drums)
  - Vincent Pierins (basgitaar)
  - Yanninck Fonderie (keyboards, programmatie)